# Адмиралтейская улица (Колпино)
Адмиралте́йская у́лица (бывшая улица Волода́рского) — улица в городе Колпино Колпинского района Санкт-Петербурга. Проходит от Советского бульвара до протоки реки Ижоры.
Является продолжением бульвара Свободы; их соединяет Адмиралтейский мост через Советский канал.

## История
До передачи Колпина из морского ведомства в гражданское (1870-е) только три улицы селения имели названия. С 1870-х годов ранее безымянная улица получила название Чухо́нской, как и две другие, которые шли параллельно друг другу вдоль левого берега реки Ижоры. Так как она располагалась ближе к реке, то была названа Первой, наименование «Чухонская» связано с тем, что все три улицы находились в поселении Чухонская слобода, сложившемся у дороги, ведущей в финские деревни Мокколово и Лангелово. Северный участок улицы проходил у главной конторы Адмиралтейских Ижорских заводов и получил название Адмиралтейская улица, которое не поменялось даже тогда, когда заводы были переименованы в Ижорский завод Морского ведомства (1908).
В 1882 году, когда колпинские улицы переименовывались, Первая Чухонская и Адмиралтейская были объединены в одну Адмиралтейскую улицу в честь градообразующего промышленного предприятия. Улица начиналась от главной конторы Адмиралтейских Ижорских заводов. 
В 1918 году, сразу после убийства В. Володарского, в ходе развернувшейся по всей стране агитационной кампании по увековечиванию памяти погибшего большевика, её переименовали в проспект Володарского, а позднее, между 1934 и 1946 годами, стала улицей Володарского.
До 1951 года в состав улицы Володарского входил нынешний бульвар Победы — участок, проходящий у заводоуправления и до 1882 года бывший Адмиралтейской улицей — он снова стал самостоятельной улицей.
В 2017 году улице возвращено название Адмиралтейская.

## Застройка
Улица начиналась от дома начальника заводов, возведённого в 1806 году по проекту архитектора В. Гесте. В 1872 году при ревизии Колпина его причислили к домам Полукруглого канала и лишь в советское время он получил адрес по улице Володарского. Напротив дома начальника заводов располагался госпиталь, на месте которого в 1895—1901 годах было построено здание заводской школы. Краснокирпичное здание (при его постройке использовался местный, ижорский, кирпич) спроектировал архитектор А. А. Венсан. Сейчас это дом № 2, в нём располагается ДЮСШОР по гребле на байдарках и каноэ. Каменными зданиями на Адмиралтейской улице были также мещанская богадельня в два этажа (1894), где с 1896 года работала «мещанская школа». Автор проекта — архитектор П. М. Мульханов, он же спроектировал находившуюся рядом с богадельней часовню во имя Святого благоверного князя Александра Невского, освящённую в 1898 году. В настоящее время в бывшем здании богадельни, надстроенном ещё одним этажом и соединенном с часовней, располагается учебный корпус интерната № 27. Между зданиями богадельни и часовни находилась кузница, она также сохранилась до нашего времени. Немного далее от канала, на другой стороне улицы в 1894 году был построен польский костёл. Вероятно, к началу XX века остальная застройка Адмиралтейской улицы была деревянной.
Жилые деревянные дома по улице Володарского до улицы Пролетарской были снесены в 1960—1970-е годы. По нечётной стороне в 1960-х были построены пятиэтажки и жилой корпус интерната № 27. В 1970-е годы здесь возвели девятиэтажные дома. В середине 1980-х в общем сложился современный облик улице. Тогда был снесён дом начальника заводов, в котором после революции находились медицинские учреждения. На освободившемся участке был построен театрально-концертный зал. Деревянная застройка вперемежку с домами 1990—2000-х годов постройки сохранилась южнее улицы Пролетарской. По левой стороне улицы возведён, на месте разрушенного в 1958 году, новый Свято-Троицкий собор.
Вдоль четной стороны от дома № 6 до Пролетарской улицы расположен сквер Володарского. В конце Адмиралтейская улица упирается в Колпинский парк. В парке 12 сентября 1997 года был открыт памятник А. Д. Меншикову. Он первый владелец пильных мельниц на реке Ижоре, впоследствии они были переданы Адмиралтейству и перенесены на другое место. Именно с этих мельниц началась история Ижорских заводов.

## Перекрёстки
- Советский бульвар
- улица Коммуны
- Стахановская улица
- Пролетарская улица